# Сабиле
Сабиле (произношение) (на латвийски: Sabile) е град в западна Латвия, намиращ се в историческата област Курземе и се намира в административен район Талси. Сабиле получава статут на град през 1917 година. Градът е изключително известен с производството си на вина и множеството лозя около града. Лозата е и символ на град Сабиле. Населението му е 1333 жители (по приблизителна оценка от януари 2018 г.).